# Sundae
Sundae ( /ˈsʌndeɪ, ˈsʌndi/) là món tráng miệng làm bằng kem bắt nguồn từ Mỹ thường bao gồm một hoặc nhiều muỗng kem phủ xốt hoặc xi-rô và trong một số trường hợp là những lớp phủ khác như: hạt đường nhiều màu, kem tươi, kẹo marshmallow, đậu phộng, anh đào maraschino, hoặc các loại trái cây khác (ví dụ: chuối và dứa trong chuối tách).
Theo cuốn Từ điển Từ nguyên Trực tuyến, rất ít người biết đến nguồn gốc của thuật ngữ sundae.
Trong số rất nhiều câu chuyện về việc phát minh ra sundae, chủ đề thường gặp là sundae kem là một biến thể của soda kem phổ biến. Theo một tài liệu được Thư viện Công cộng Evanston (Illinois) xuất bản thì việc bán nước soda bị cấm vào các ngày Chủ nhật ở Illinois vì món này bị coi là quá "diêm dúa".